# Koningslaagte (waterschap)
De Koningslaagte is een voormalig waterschap in de provincie Groningen.
Het waterschap was gelegen tussen de Wolddijk en de N361. De zuidgrens liep ten noorden van Noorderhoogebrug over de reeën van twee boerderijen. De noordgrens werd gevormd door het Oude maar, dat uitmondt in de Oude Ae, waar deze een klein slingertje maakt, ongeveer 600 m ten noorden van de molen Koningslaagte. Aan de overzijde van de Oude Ae verliep de grens ongeveer in het verlengde van het Oude maar. De molen van de polder sloeg uit op de Oude Ae, die gedeeltelijk door de polder liep. Dit gedeelte staat ook bekend als de Kleine Ae. 
Waterstaatkundig gezien ligt het gebied sinds 1995 binnen dat van het waterschap Noorderzijlvest.